# 朝比奈泰朝
朝比奈泰朝（1538年—？），是日本戰國時代、安土桃山時代的武將，今川氏的重臣，掛川城主，別稱左京亮、備中守。被喻為是今川家的兩大支柱之一、第一忠臣，其父親是朝比奈泰能，兒子是朝比奈泰基。
泰朝生年通說為天文七年（1538年），其生母不明，但從父親的正室為中御門宣秀之女推斷，泰朝算是壽桂尼（今川義元之母）的姪兒，也因家族因緣而與山科言繼有所交流，在弘治二年（1556年）言繼贈送「梶井宮之御筆百人一首」字畫給泰朝。
泰朝跟今川家第12代當主今川氏真同年出生，與氏真間的關係也相當融洽。弘治三年（1557年）朝比奈泰能病逝，泰朝隨後繼承家督。永祿三年（1560年），今川義元侵攻尾張國時，泰朝與井伊直盛一同攻略鷲津砦，後來今川義元受到織田信長的突襲（即桶狹間之戰），最終戰死，在得知今川義元死訊後，朝比奈泰朝急速領兵撤退。
今川義元死後，今川氏真繼承家督。後來三河國、遠江國的今川領地內動搖越來越大，許多今川將領開始有離反之心，但泰朝表明會繼續支持氏真。永祿五年（1562年）三月，由於小野道好的讒言使遠江國國人眾井伊直親（井伊直政之父）被懷疑謀反，泰朝也在接到氏真的命令後殺害井伊直親。
武田信玄在今川義元死後開始暗地裡煽動今川領地內的豪族，今川氏真在知情後，開始停止運送海鹽到信玄所在的甲斐國。永祿十一年（1568年），武田信玄正式斷絕甲相駿三國同盟的盟約，進攻駿河國（稱為駿河侵攻）。朝比奈泰朝迎接今川氏真到掛川城保護，至此今川氏大部分的重臣接連叛逃到武田家及德川家的麾下，而泰朝依舊貫徹他對今川家的忠義。同年底從西方的三河國率領軍隊攻來的松平元康（日後的德川家康）開始不停的朝東邊今川家的本國領地駿河國和遠江國前進，德川家康在曳馬城陷落後便開始圍攻掛川城，泰朝在與家康奮力苦戰5個月後，打開城門投降，後與今川氏真前往伊豆國，隨氏真投奔寄居於北條家的庇護之下，曾應邀支援上杉謙信家臣山吉氏的援助作戰要請的活躍動向，元龜二年（1571年）十二月，泰朝追隨氏真投奔德川家康前往濱松城。
之後便沒有泰朝的任何記載資料了。有說法是投靠到德川家臣酒井忠次的麾下，但真相依舊不明。